# Auersperg
Auersperg, njemačka velikaška obitelj, podrijetlom iz Bavarske ili Švapske, s posjedima u Kranjskoj. Po svom gradu Turjaku nazivali su se i Turjaškima. Prvi put se spominju 1220. godine u kranjskim dokumentima i to kao Owersperch. Godine 1550. obitelj je stekla barunat, 1630. godine grofovski, a 1653. godine kneževski naslov. Obitelj je posjedovala brojne posjede, među kojima su najznačajniji Kočevje, Čatež, Mokrice, Samobor, Sotesku i Turen. Nakon što su stekli grad Thengen, postali su i državni knezovi Svetog Rimskog Carstva.
Brojni pripadnici obitelji istaknuli su se u 16. i 17. stoljeću obnašajući istaknute vojne službe diljem Vojne krajine. U 19. stoljeću jedan član obitelji, Karl Wilchelm (1827. – 1890.), istaknuo se na položaju austrijskog premijera.

## Poznati članovi obitelji
- Herbart VIII. Auersperg (1528. – 1575.), zapovjednik Hrvatske i Slavonske krajine
- Ivan Vajkard Auersperg († 1580.), zapovjednik Karlovačkog generalata
- Andrija Auersperg (1556. – 1593.), zapovjednik Hrvatske krajine
- Karl Franz Auersperg (1660. – 1713.), zapovjednik Karlovačkog generalata
- Herbart X. Auersperg (1613. – 1669.), zapovjednik Hrvatske i Slavonske vojne krajine

## Vanjske poveznice
|  | Zajednički poslužitelj ima još gradiva o temi Auersperg |

- Auersperg Hrvatska enciklopedija
- Auersperg Proleksis enciklopedija